# Thomas Südhof
Thomas Christian Südhof (n. 22 decembrie 1955, Göttingen, Germania) este un cercetător american de origine germană cunoscut pentru studiile sale privind transmiterea sinaptică. Este profesor la facultatea de medicină a Universității Stanford.
Împreună cu Randy Schekman și James Rothman, Südhof a primit premiul Nobel pentru fiziologie sau medicină în 2013, pentru „descoperirea mecanismelor care reglează transportul veziculelor, un important sistem de transport în celulele noastre”.